# Gaston Aumoitte
Gaston Achille Louis Aumoitte (19. prosince 1884 Hanoj – 30. prosince 1957 Sainte-Foy-la-Grande) byl francouzský hráč kroketu. Ve věku patnácti let se zúčastnil kroketového turnaje v Boulogneském lesíku, který byl součástí Letních olympijských her 1900 (bylo to poprvé a naposledy, co byl tento sport zařazen na olympijský program). Získal dvě zlaté olympijské medaile: v soutěži jednotlivců s jednou koulí a v soutěži dvojic společně s Georgesem Johinem.